# Vetschau/Spreewald
Vetschau/Spreewald (baix sòrab: Wětošow) és una ciutat alemanya que pertany a l'estat de Brandenburg. Està situada a 18 a l'oest de Cottbus.

## Districtes
- Herpna (Repten)
- Hogrozna (Ogrosen)
- Huštań (Wüstenhain)
- Chórice (Göritz)
- Kósojce (Koßwig)
- Łaz (Laasow)
- Łobojce; Smoler 1843: Łobožice) (Lobendorf)
- Njabožkojce (Naundorf)
- Pšyne (Missen)
- Raduš (Raddusch)
- Tarnojsk (Tornitz)
- Tšadow (Stradow)
- Zušow (Suschow)

## Ajuntament
El consistori està format per 18 regidors repartits entre els partits (2008):
- CDU 5 regidors
- WGO, 4 regidors
- SPD 4 regidors
- Die Linke 4 regidors
- Grüne 1 regidor

## Personatges il·lustres
- Anja Pohontsch, investigadora i presentadora de televisió sòraba.